# Наталска многогръда мишка
Наталската многогръда мишка (Mastomys natalensis) е вид гризач от семейство Мишкови (Muridae). Видът не е застрашен от изчезване.

## Разпространение и местообитание
Разпространен е в Ангола, Бенин, Ботсвана, Буркина Фасо, Бурунди, Габон, Гана, Гвинея, Гвинея-Бисау, Демократична република Конго, Екваториална Гвинея, Етиопия, Замбия, Зимбабве, Камерун, Кения, Кот д'Ивоар, Лесото, Мавритания, Малави, Мали, Мозамбик, Намибия, Нигер, Нигерия, Руанда, Свазиленд, Сенегал, Сиера Леоне, Сомалия, Танзания, Того, Уганда, Централноафриканска република, Чад, Южен Судан и Южна Африка.
Обитава градски и гористи местности, планини, възвишения, градини, храсталаци и савани в райони с тропически и субтропичен климат, при средна месечна температура около 20,7 градуса.

## Описание
На дължина достигат до 12 cm, а теглото им е около 41,9 g.
Популацията на вида е стабилна.